# Fresco (underprefektur)
Fresco är en underprefektur i Elfenbenskusten. Den ligger i departementet med samma namn, i den södra delen av landet, 170 km söder om huvudstaden Yamoussoukro.